# Astwell Castle
Astwell Castle er en herregård omkring 2,5 km sydvest for Wappenham i Northamptonshire, England. Den er en del af Helmdon.
Det er en listed building af anden grad.